# Jennifer Thanisch
Jennifer Thanisch (née le 24 avril 1964 à Laleham dans le Surrey) est une ancienne actrice britannique. Elle est  principalement connue pour son rôle d'Annie dans la série Club des Cinq, adaptation à la télévision du roman pour enfants d'Enid Blyton.

## Biographie
Jennifer Thanisch a été une enfant actrice dans les années 1970. Son nom apparaît dans les génériques sous diverses formes : Jenny Thanish, Jenny Thanisch ou Jenny Thamisch. Son rôle le plus marquant est celui qu'elle tient dans le Club des Cinq, série télévisée britannique en 26 épisodes de 25 minutes produite par Southern Television, diffusée au Royaume-Uni entre le 3 juillet 1978 et le 3 août 1979 sur le réseau ITV et en France à partir du 21 décembre 1978 sur TF1.
Elle a également interprété le rôle de Susan, fille du détective Jack Regan dans la série Regan (The Sweeney). Elle joue peu après les années 1970. On la retrouve cependant dans un petit rôle de One Foot in the Grave, sitcom de la BBC. 
Jennifer Thanisch est aujourd'hui enseignante en école primaire. Mariée et mère de deux enfants, elle vit près de Lewes dans le Sussex.